# Río Troncoso
El río Troncoso, también llamado Barxas, Trancoso y Barjas, es un río del noroeste de la península ibérica, afluente por la izquierda del Miño.

## Curso
Se trata de un río internacional, conformando a lo largo de la mayoría de su curso la Frontera entre España y Portugal (la Raia/Raya), separando el municipio portugués de Melgazo del municipio español de Padrenda. El punto cercano a la fuente de río donde la frontera abandona el curso de corrientes de agua para ajustarse al de las cumbres de la sierra del Laboreiro puede ser considerado como el principio de la Raya seca.
Nacido en la sierra del Laboreiro (Portugal), tiene una longitud total de 14 km.